# Lanuza
Lanuza ist eine ländliche Gemeinde an der Nordostküste von Mindanao auf den Philippinen. Sie hat 12.001 Einwohner (Zensus 1. August 2015) und ist Namensgeberin der Bucht von Lanuza, deren südöstliche Begrenzung die Gemeinde bildet.
Das weitläufige Gemeindegebiet mit einer Fläche von 395,76 km² befindet sich in der Provinz Surigao del Sur. In Lanuza werden mehrere Sprachen gesprochen, darunter vor allem Cebuano, Chabacano, Manobo und Wáray-Wáray.

## Baranggays (Anzahl: 13)
| Name            | Einwohner (1. August 2015) |
| --------------- | -------------------------- |
| Agsam           | 2.066                      |
| Bocawe          | 709                        |
| Bunga           | 1.293                      |
| Gamuton         | 1.055                      |
| Habag           | 748                        |
| Mampi           | 605                        |
| Nurcia          | 1.119                      |
| Pakwan          | 1.081                      |
| Sibahay         | 1.085                      |
| Zone I (Pob.)   | 532                        |
| Zone II (Pob.)  | 337                        |
| Zone III (Pob.) | 745                        |
| Zone IV (Pob.)  | 482                        |

Quelle: National Statistical Coordination Board,
Makati City, Philippines
Pob. steht für Poblacion (Bevölkerung), also für dichter besiedelte Gebiete.

## Lage
Lanuza ist das südlichste Gebiet einer relativ geschlossenen Region, die als CarCanMadCarLan bezeichnet wird (Carrascal, Cantilan, Madrid, Carmen, Lanuza). Nachbargemeinden sind Carmen im Nordwesten, Cortes im Osten und die Provinzhauptstadt Tandag City im Süden. Den östlichen Teil der Nordgrenze bildet die Bucht von Lanuza, die ein Teil der Philippinensee ist.

## Wirtschaft

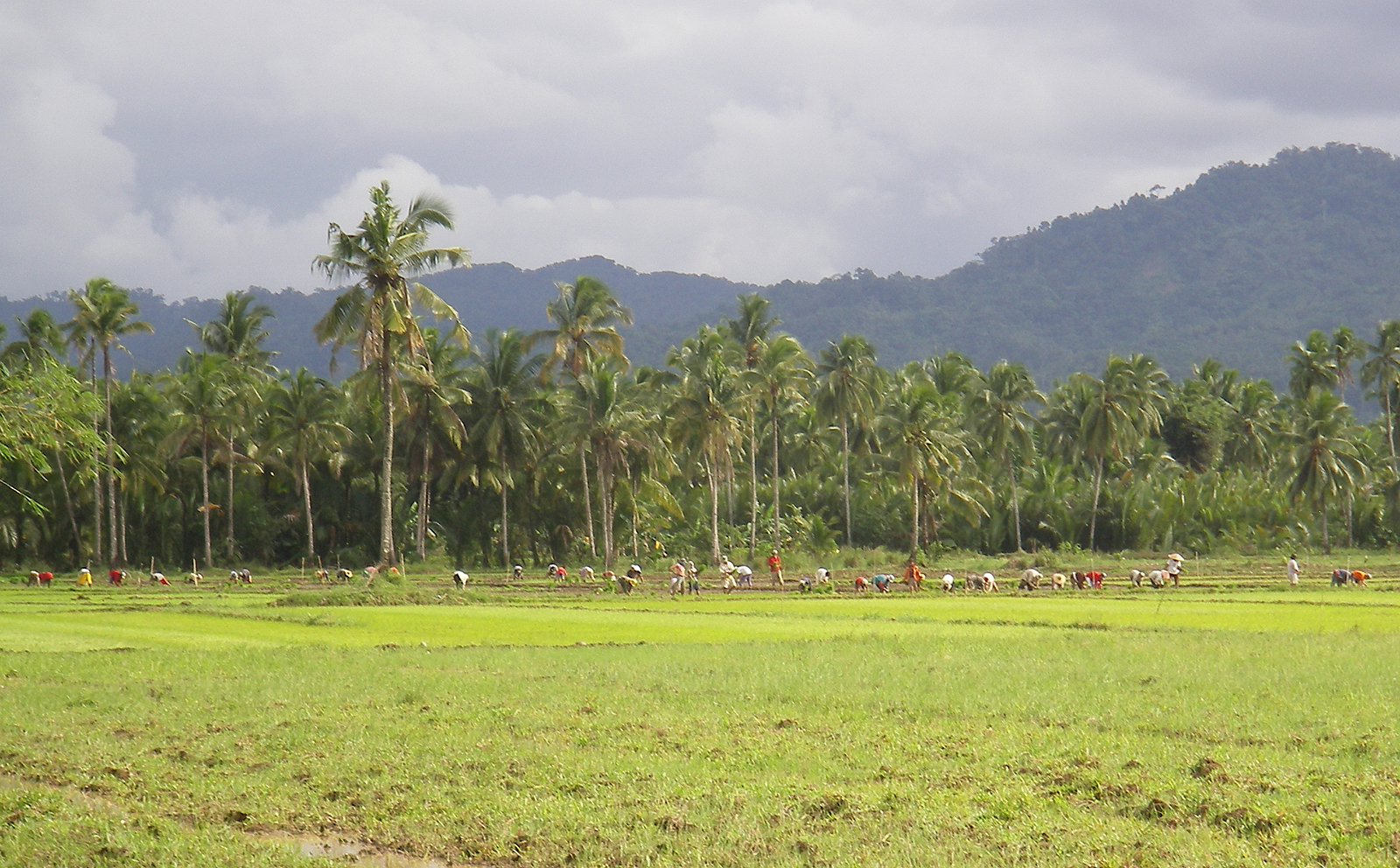
Reisanbau und Kokospalmen in Bunga

Landwirtschaft, vor allem Reisanbau und Kokospalmen sowie Schweine, Hühner und Fischfang sind wesentliche Lebensgrundlagen der weitgehend konservativ-katholischen Bevölkerung. Kapitalmangel und unzureichende Infrastruktur sowie die geringe Kaufkraft erschweren den Aufbau von Betrieben.

## Tourismus

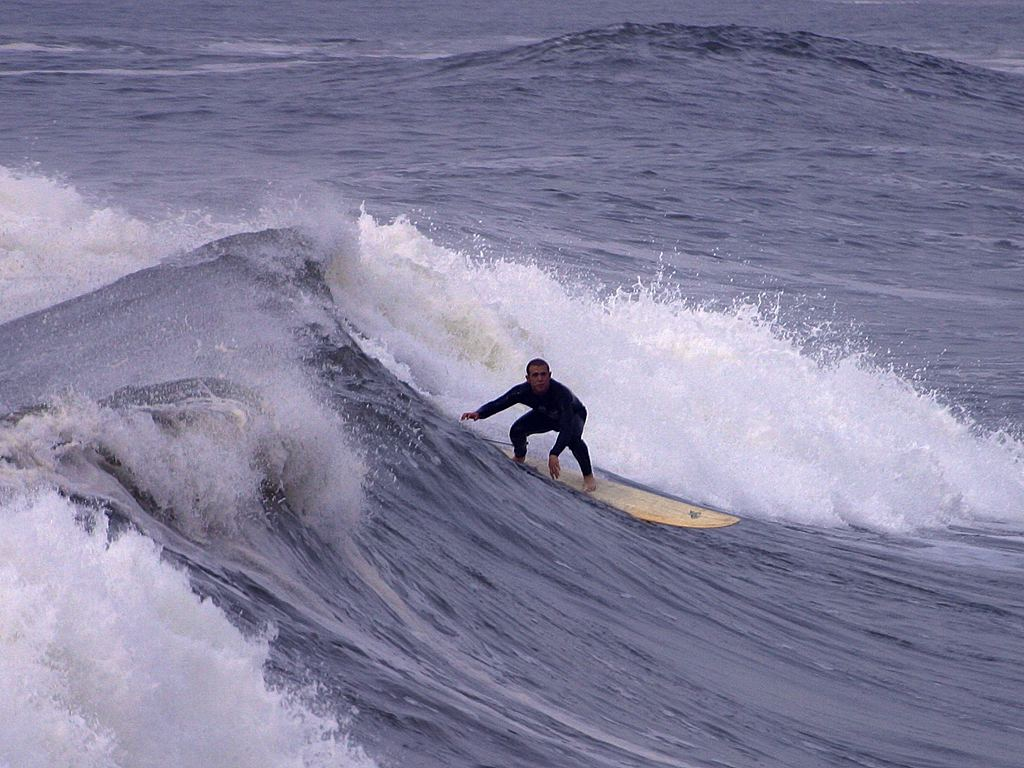
Wellenreiter

Lanuza ist touristisch noch wenig erschlossen. Lanuza Bay bietet für Wellenreiter insbesondere in den Monaten zwischen November und März günstige Windverhältnisse. Ein internationaler Wellenreit-Wettbewerb findet alljährlich im November stadt. Besonderer Wert wird auf die Sauberkeit der Gemeinde und eine intakte Natur gelegt, was durch den Slogan "Green and Clean Lanuza" zum Ausdruck gebracht wird. Nicht zuletzt durch die abgeschiedene Lage ist die Lanuza ein sicherer Ort mit geringer Kriminalität.

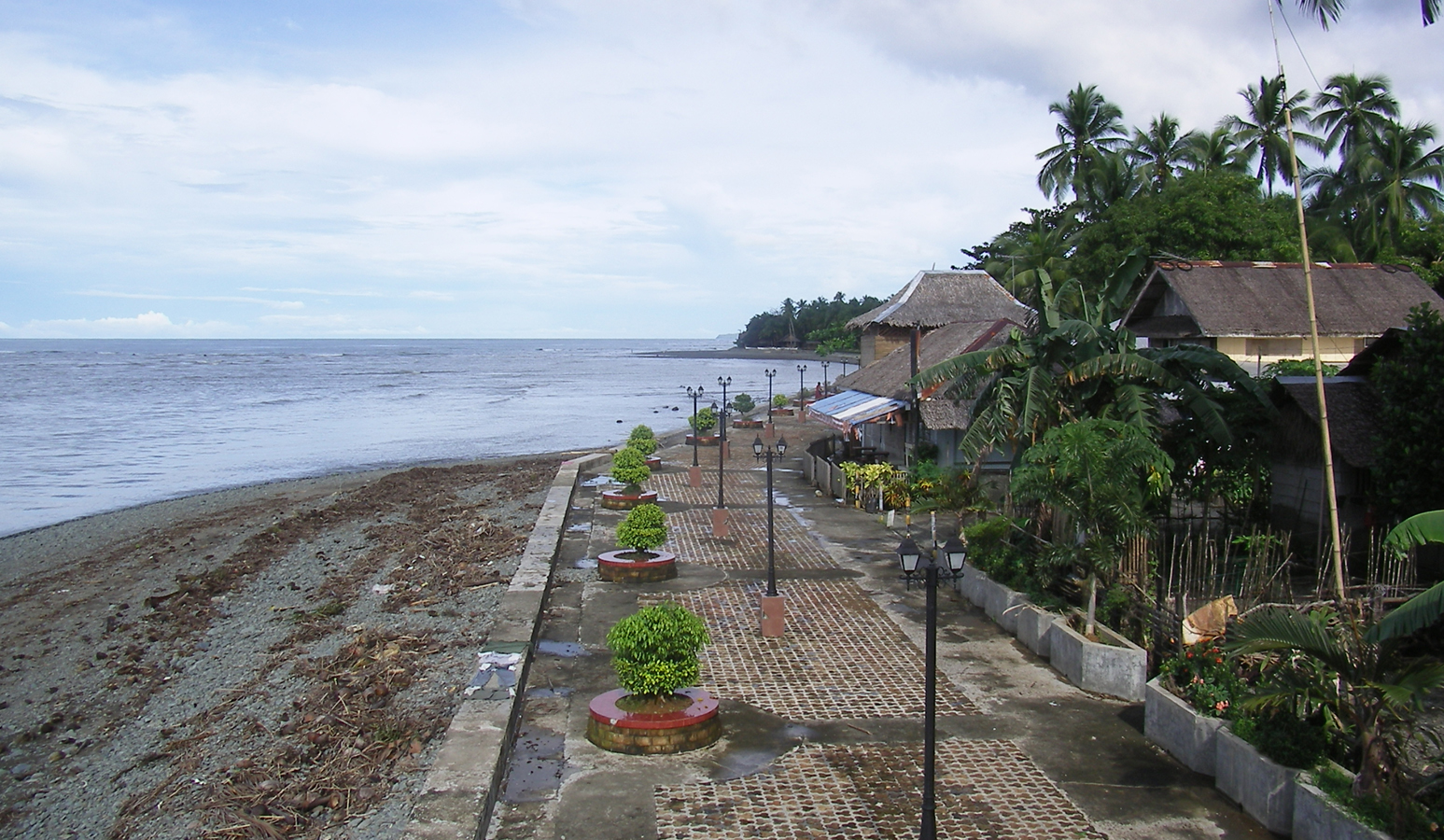
Strandpromenade Lanuza

In Lanuza wird der sogenannte Agsam Schmuck hergestellt. Es handelt sich dabei zu Ornamenten geflochtenen Schlingpflanzen, die kunstvoll in aufwendiger Handarbeit zu Schmuck gestaltet werden. Die entblätterten Pflanzen werden vorher in Lehm für ein paar Tage behandelt, um ihre Stabilität und typische bräunliche Farbe zu erhalten.
Zu den erwähnenswerten Sehenswürdigkeiten gehört der 15 Meter hohe Magkawas Wasserfall inmitten einer anmutigen Pflanzenwelt und das Höhlenlabyrinth von Campamento.

## Geschichte
Auf einer Karte des damaligen, das ganze Gebiet von Carcanmadcarlan umfassende Cantilan aus dem Jahr 1802, wird Lanuza als Lanuyo ausgewiesen. Es galt als Landepunkt für Seefahrer und Handelstreibende. Zu dieser Zeit waren bereits einige kleinere Siedlungen im Bereich des heutigen Lanuza vermerkt, die heute noch als Sitios existieren, darunter Capadian.

## Verkehr
Die Stadtgemeinde wird von der betonierten Küstenstraße Surigao-Tandag durchquert. Der nächstgelegene Flughafen befindet sich in Tandag, die beiden größeren nächsten in Surigao und Butuan.

## Klima und Tektonik
|                       | Jan   | Feb   | Mär   | Apr   | Mai   | Jun   | Jul   | Aug   | Sep   | Okt   | Nov   | Dez   |   |         |
| Mittl. Tagesmax. (°C) | 29    | 29    | 30    | 31    | 32    | 32    | 32    | 32    | 32    | 32    | 31    | 29    | ⌀ | 30,9    |
| Mittl. Tagesmin. (°C) | 22    | 22    | 23    | 23    | 24    | 24    | 24    | 24    | 24    | 24    | 23    | 23    | ⌀ | 23,3    |
|                       |       |       |       |       |       |       |       |       |       |       |       |       |   |         |
| Niederschlag (mm)     | 582,4 | 389,1 | 283,5 | 196,0 | 123,4 | 114,0 | 137,0 | 115,1 | 122,4 | 216,0 | 378,2 | 429,5 | Σ | 3.086,6 |

| 22 |

| 22 |

| 23 |

| 23 |

| 24 |

| 24 |

| 24 |

| 24 |

| 24 |

| 24 |

| 23 |

| 23 |

| 22 |

| 22 |

| 23 |

| 23 |

| 24 |

| 24 |

| 24 |

| 24 |

| 24 |

| 24 |

| 23 |

| 23 |

Kimabestimmend ist der tropische Regenwald. Die durchschnittliche monatliche Niederschlagsmenge beträgt 257,2 mm. Regenzeit ist von November bis März, Trockenzeit von April bis September. Aber auch in letzterer gibt es oft abendliche Schauer und Gewitter, die von den Einheimischen Sobasco genannt werden. Das Gebiet wird gelegentlich von Taifunen heimgesucht. Erdbeben von beachtlicher Stärke und Dauer sind möglich.